# 巴塞罗内塔
巴塞罗内塔（La Barceloneta）是加泰罗尼亚巴塞罗那旧城区的一个社区。该区开辟于18世纪，以容纳因修筑巴塞罗那城堡而流离失所的里贝拉社区居民。这个社区大约呈三角形，毗邻地中海、旧港（Port Vell）和博恩社区。巴塞罗那地铁在此社区北部设有车站。圣塞瓦斯蒂安塔（Torre Sant Sebastià）是1931年开业的旧港架空索道总站，索道横跨旧港，连接巴塞罗内塔和蒙特惠奇山。
2005年，探索頻道的纪录片《世界最佳海滩》将巴塞罗内塔海滩评为世界最佳城市海滩和世界最佳海滩总排名第三名。
巴塞罗内塔以海滩著称，有许多餐馆和夜总会。但是过去几年，沙滩上沙的质量引起了持续的争论。2008年2月，世界卫生组织开始调查，确定是否符合安全及健康指引。
在巴塞罗内塔的海滩，有德国艺术家Rebecca Horn的纪念碑，以及海滩与奥林匹克港交界处，Frank Gehry的黄金鱼（Peix d'Or）雕塑。